# Leif Ericsson (politiker)
Leif Eric Ericsson, tidigare Zeilon, född 24 november 1950 i Hedvig Eleonora församling, Stockholms stad, är en svensk före detta politiker och talesperson för Sverigedemokraterna, även känd för sitt engagemang i högerextrema organisationer såsom Bevara Sverige Svenskt (BSS), Sverigepartiet och Hembygdspartiet under 1980- och 1990-talen. Ericsson har beskrivits som en av de personer som haft "störst inflytande på den svenska extremhögerns utveckling under 1980-talet" och den centrala aktören i den process som ledde fram till Sverigedemokraternas bildande.

## Biografi
Ericssons politiska intresse vaknade under 1970-talet då han var aktiv i den antikommunistiska och högerextrema organisationen Demokratisk Allians.
I mitten av 1970-talet kom Ericsson att knyta vänskapliga band med nazistledaren Göran Assar Oredsson och hans fru Vera Oredsson. Makarna var ledare för det nazistiska partiet Nordiska rikspartiet, (NRP) och Ericsson deltog vid en rad av paritets sammankomster. I början av 1980-talet kom Ericssons organisation BSS att framstå som en allvarlig politisk konkurrent till NRP. I NRP-pressen kom man att angripa Ericsson och BSS och anklaga dessa för att splittra den högerextrema rörelsen. I januari 1982 deltog Ericsson på ett NRP-möte i Stockholm med organisationens stormavdelning Riksaktionsgruppen (RAG). Ericssons alias Erik Johansson (som han använde i BSS sammanhang) hade avslöjats vid den här tidpunkten och Ericsson och hans följeslagare kom att bli avvisade från mötet av NRP-aktivisterna.  Ericsson kom senare att neka att han någonsin haft samröre med NRP (bland annat i ett kopierat cirkulär med namnet "Vart vill NRP komma?") , medan Oredsson kunde bekräfta samröret Ericsson haft till NRP bland annat med en rad brev de två utbytt sinsemellan.
1977 begav sig Ericsson på en lång resa till dåvarande Rhodesia. Ericsson var positivt inställd till Rhodesias dåvarande president Ian Smith, känd för sitt stöd till apartheidregimen i Sydafrika. Ericsson reste i landet tillsammans med en grupp andra högerextremister (bland annat en aktivist från NRP) och övervägde att bosätta sig där. I brev skrivna till Göran Assar Oredsson bekräftade Ericsson att han och hans resesällskap också planerade att undersöka möjligheten att ansluta sig till landets armé.  När Ericsson i början av 1980-talet avslöjades som ledare för BSS kom han att neka till att han haft planer på att ansluta sig till landets armé .
I början av 1980-talet bytte han efternamn från Zeilon till Ericsson.

### BSS, Sverigepartiet och Sverigedemokraterna
År 1979 var Ericsson en av grundarna av kampanjorganisationen Bevara Sverige Svenskt, där han sedan satt som kassör. Under lång tid försökte Ericsson att dölja sin identitet som BSS-aktivist och gick under sitt alias Erik Johansson. Men i början av 1982 avslöjades det att det var Ericsson som var "Erik Johansson". Sedan engagemanget i BSS blivit känt genom Bo Holmström och tv-programmet Magasinet avskedades han omgående från sin anställning på dataavdelningen på BPA den 9 december 1980.
Efter att ha varit styrelseledamot i det kortlivade Sverigepartiet (SvP)  var Ericsson med och bildade Sverigedemokraterna 1987, för vilka han också valdes till partiets första talesman tillsammans med Jonny Berg. Han har lyfts fram som en viktig person i arbetet med att utforma SD:s partiprogram , och grundade även tidningen Sverigekuriren, där han var en återkommande skribent. Ericsson hörde till den gröna falangen inom SD som betonade ekologiskt ansvar. Han förespråkade asatron och var uttalat kritisk mot kristendomen.[källa behövs]

### Hembygdspartiet och Konservativa partiet
1995 bröt Ericsson med Sverigedemokraterna i samband med att Mikael Jansson valdes till partiledare. I stället grundade Ericsson tillsammans med Leif Larsson Hembygdspartiet. Till partiledare valdes Tommy Rydén 1996. År 1997 ändrades namnet till Konservativa partiet, eftersom det redan fanns ett parti som hette Hembygdspartiet. Partiet klassades som nazistiskt av Expo men menade själva att de inspirerats av Tyska folkunionen. Konservativa partiet avregistrerades 1999. Sedan dess har Ericsson lämnat politiken.